# Бой при Добрич
Вижте пояснителната страница за други значения на Бой при Добрич.
Боят при Добрич (известен в българската литература като Добричката епопея) от 5 до 7 септември 1916 г. е сражение от Първата световна война. В него части от III българска армия отблъскват настъплението на румънци и руснаци и с победата си допринасят за освобождението на Южна Добруджа.

## Ход на битката
На 4 септември 1916 година, след като предните части на румънската 19 дивизия се оттеглят от Добрич, градът е освободен от Осми приморски полк, който влиза в състава на т. нар. Варненски укрепен пункт, командван от генерал Тодор Кантарджиев. Варненските войски са подпомогнати от една бригада от Шеста пехотна Бдинска дивизия начело с генерал-майор Христо Попов. В града българските части се натъкват на много цивилни жертви, избити от румънските власти. Открити са труповете на 53 избити граждани, много повече са отвлечени като заложници.
На 5 септември българските войски са принудени да водят отбранителни боеве за Добрич, тъй като срещу тях са изпратени многократно превъзхождащи ги руски, румънски и сръбски сили, които са задържани. През нощта пристигат подкрепления и за двете страни.
На 6 септември атакуващите руски вериги достигат само на 150 – 200 метра от позициите на варненските войски, но са контраатакувани и отблъснати с удар „на нож“. За да подпомогнат варненските войски, части на 6-а дивизия (35-и Врачански полк) нападат левия фланг на настъпващите към Добрич руско-румънски войски и по този начин поемат част от вражеския удар. През нощта две дружини от 35-и полк и артилерийски части са прехвърлени край Добрич в позициите на варненските войски.
На 7 септември се разиграват най-критичните за отбраната на Добрич боеве. Въпреки очакването на българското командване, че решителното сражение ще се проведе в участъка на варненските войски, пред Добрич, руският командващ генерал Андрей Зайончковски насочва основния си удар на запад, срещу бригадата от Шеста бдинска дивизия – отслабения 35-и Врачански полк, 36-и пехотен козлодуйски полк, пионерна дружина и няколко батареи от 2-ри артилерийски полк. За кратко време 35-и полк, който е подложен на унищожителна атака, претърпява сериозни загуби. За да се облекчи положението на 35-и полк, разположеният край село Осман факъ 36-и пехотен козлодуйски полк, получава заповед да атакува във фланг настъпващата руска 61-ва дивизия, но на свой ред е подложен на изненадващ удар от страна на сърбо-хърватската доброволческа дивизия и е принуден да отстъпи, с което 35-и полк изпада в критична ситуация. Неминуемата загуба и отстъплението от току-що освободения Добрич е предотвратена от своевременната намеса на разположената на запад конница на генерал Иван Колев, която прави бърз и смел преход на югоизток от Кочмар, след като на 3 септември вече е разбила превъзхождащите я руско-румънски части в битката при Карапелит. Без да дочака заповед от Щаба на армията, генерал Колев насочва своята Първа конна дивизия срещу фланга на сръбските части, като оставя слабо прикритие срещу руската 3-та кавалерийска дивизия. В късния следобед на 7 септември край с. Голямо Чамурлий конната дивизия разгромява сърбо-хърватската дивизия и я принуждава да отстъпи в безпорядък. Това води до паника и сред руските части, разположени пред фронта на варненските войски, които също отстъпват на север.

### Загуби
В боевете при Добрич от 1 до 7 септември 1916 година българските войски губят 1012 убити, безследно изчезнали и починали от раните си войници и подофицери и 31 офицери. Най-големи са българските загуби в последния и решителен ден на битката. На 7 септември са тежко ранени и по-късно почиват полковник Панайот Минков, командир на Осми Приморски полк и полковник Димитър Чолаков, командир на дружина в 35-и Врачански полк. Общият брой на ранените български войници и подофицери е 2274 души, а на офицерите – 50. От частите най-засегнат е 36-и пехотен козлодуйски полк, който дава 1354 убити и ранени военнослужещи.
По-голяма част от убитите български войници са погребани във Военното гробище-музей в Добрич.

## Последици
Добричката епопея е съизмерима с онова, което българските войски правят при Тутракан. С българската победа в тези сражения са провалени плановете на румънското командване за настъпление в Североизточна България. В боевете край Добрич българските части ангажират превъзхождащи ги неприятелски сили, с което облекчават действията на Трета армия при Тутракан и Силистра и спомагат за бързото освобождаване на Южна Добруджа.
При Добрич българските войници за пръв път в новата история на България са принудени да се сражават срещу руски войски.
Епизоди от боевете край Добрич са описани от Йордан Йовков в разказа „Българка“ и в сборника на Антон Страшимиров „Червени страници“.